# Geophila emarginata
Geophila emarginata är en måreväxtart som beskrevs av Kurt Krause. Geophila emarginata ingår i släktet Geophila och familjen måreväxter.
Artens utbredningsområde är Kamerun. Inga underarter finns listade i Catalogue of Life.